# Inger Kjærgaard
Inger Kjærgaard (* um 1930) ist eine dänische Badmintonspielerin. 

## Karriere
Inger Kjærgaard wurde 1955 erstmals dänische Meisterin im Dameneinzel. 1956 gewann sie die German Open, 1957 die Swedish und die German Open. 1958 und 1959 war sie erneut in Schweden erfolgreich, 1960 wiederum in Deutschland.

## Sportliche Erfolge
| Saison    | Veranstaltung                               | Disziplin   | Platz | Name                                      |
| --------- | ------------------------------------------- | ----------- | ----- | ----------------------------------------- |
| 1954/1955 | Dänemark: Einzelmeisterschaften             | Dameneinzel | 1     | Inger Kjærgaard                           |
| 1955/1956 | Deutschland: Internationale Meisterschaften | Damendoppel | 2     | Inger Kjaergaard / Hanne Roest            |
| 1955/1956 | Deutschland: Internationale Meisterschaften | Mixed       | 3     | Ferry Sonneville / Inger Kjaergaard       |
| 1956      | German Open                                 | Dameneinzel | 1     | Inger Kjærgaard                           |
| 1956/1957 | Deutschland: Internationale Meisterschaften | Damendoppel | 2     | Inger Kjaergaard / Bitten Nielsen         |
| 1957      | Swedish Open                                | Dameneinzel | 1     | Inger Kjærgaard                           |
| 1957      | German Open                                 | Dameneinzel | 1     | Inger Kjærgaard                           |
| 1958      | Swedish Open                                | Dameneinzel | 1     | Inger Kjærgaard                           |
| 1958/1959 | Dänemark: Einzelmeisterschaften             | Dameneinzel | 1     | Inger Kjærgaard, Odense BK                |
| 1959      | Swedish Open                                | Damendoppel | 1     | Hanne Jensen / Inger Kjærgaard            |
| 1960      | German Open                                 | Mixed       | 1     | Bjørn Holst-Christensen / Inger Kjærgaard |
| 1960      | German Open                                 | Damendoppel | 1     | Agnete Friis / Inger Kjærgaard            |